# Chucena

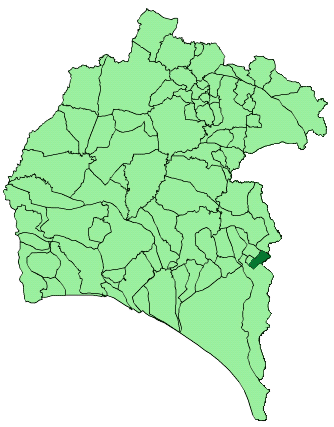
Localização de Chucena

Chucena é um município da Espanha na província de Huelva, comunidade autónoma da Andaluzia, de área 26 km² com população de 2043 habitantes (2007) e densidade populacional de 76,86 hab/km².

## Demografia
| Variação demográfica do município entre 1991 e 2004 | Variação demográfica do município entre 1991 e 2004 | Variação demográfica do município entre 1991 e 2004 | Variação demográfica do município entre 1991 e 2004 |
| --------------------------------------------------- | --------------------------------------------------- | --------------------------------------------------- | --------------------------------------------------- |
| 1991                                                | 1996                                                | 2001                                                | 2004                                                |
| 1924                                                | 1930                                                | 2008                                                | 1996                                                |